# 拉羅亞環礁
拉羅亞環礁（Raroia），又称拉罗努库环礁（Raro-nuku），是南太平洋法屬波利尼西亞的環礁，屬於土阿莫土群島的一部分，位於塔庫梅環礁西南6公里，由马凯莫市镇管辖，長43公里、寬14公里，土地面積41平方公里，潟湖面積359平方公里，2022年人口253。

## 外部連結
- Atoll list (in French)
- Official site （法文） （英文） - bi-lingual portal
- Official site （英文） - details about  demographics, history, and economics as of 2004
- Raroia article in the World Culture Encyclopedia （页面存档备份，存于）

16°01′S 142°26′W / 16.017°S 142.433°W